# Нидзица (гмина)
Нидзица (пол. Nidzica, нем. Neidenburg) — городско-сельская гмина (волость) в Польше, входит как административная единица в Нидзицкий повет, Варминьско-Мазурское воеводство. Население — 21 480 человек (на 2004 год).

## Демография
| Перепись                       | Всего   | Всего | Женщины | Женщины | Мужчины | Мужчины |
| ------------------------------ | ------- | ----- | ------- | ------- | ------- | ------- |
| Единицы                        | человек | %     | человек | %       | человек | %       |
| Население                      | 21 480  | 100   | 10 988  | 51,2    | 10 492  | 48,8    |
| Плотность населения (чел./км²) | 56,7    | 56,7  | 29      | 29      | 27,7    | 27,7    |

## Сельские округа
1. Бартошки
2. Болейны
3. Добжинь
4. Фронкново
5. Гжегужки
6. Яблонка
7. Камёнка
8. Канигово
9. Ликусы
10. Литвинки
11. Лына
12. Лысаково
13. Магдаленец
14. Мудлки
15. Напивода
16. Ольшево
17. Орлово
18. Пёнтки
19. Пётровице
20. Рончки
21. Радомин
22. Роздроже
23. Семёнтки
24. Шерокопась
25. Татары
26. Валы
27. Вашульки
28. Ветшихово
29. Викно
30. Вулька-Орловска
31. Загжево
32. Залуски
33. Желязно

## Соседние гмины
1. Гмина Едвабно
2. Гмина Яновец-Косцельны
3. Гмина Яново
4. Гмина Козлово
5. Гмина Ольштынек